# 喬爾盧
喬爾盧是土耳其的城市，由泰基爾達省負責管轄，位於該國西北部，距離伊斯坦堡90公里，面積949平方公里，海拔高度10米，主要經濟活動是紡織業，2011年人口226,921。

## 姊妹城市
- 亞丁, 也門
- 庫馬諾沃, 馬其頓
- 捷斯, 塞內加爾
- 埃博洛瓦, 喀麥隆
- 莫埃利島, 科摩羅
- 錫諾普, 土耳其
- 蒙哥馬利,美國
- 格倫維爾，格林納達
- 樂蜀, 埃及
- 阿勒特,加拿大